# SN 2006js
SN 2006js – supernowa typu Ia odkryta 1 października 2006 roku w galaktyce A205520-0005. W momencie odkrycia miała maksymalną jasność 22,60m.